# Aeroportul Logroño–Agoncillo
Aeroportul Logroño-Agoncillo (IATA: RJL, ICAO: LERJ) este un aeroport din Logroño, La Rioja, Spania ce deservește zona La Rioja. Aeroportul a fost tranzitat în 2022 de 10.304 pasageri. A fost numit după Agoncillo⁠(d).
Situat la o altitudine de 352 m, aeroportul dispune de 1 pistă. Este operat de ENAIRE⁠(d).

## Infrastructură

### Piste
Aeroportul dispune de o singură pistă. Pista 11/29 are suprafața de asfalt și dimensiunile 2.000 m × . 